# هنري جي. بيرلي
هنري جي. بيرلي هو سياسي أمريكي، ولد في 2 يونيو 1832 في كانان في الولايات المتحدة، وتوفي في 10 أغسطس 1900 في Whitehall, New York ‏ في الولايات المتحدة. نشط حزبياً في الحزب الجمهوري. وقد انتخب عضو جمعية ولاية نيويورك ‏ وانتخب عضو مجلس النواب الأمريكي ‏.